# Miezgovce

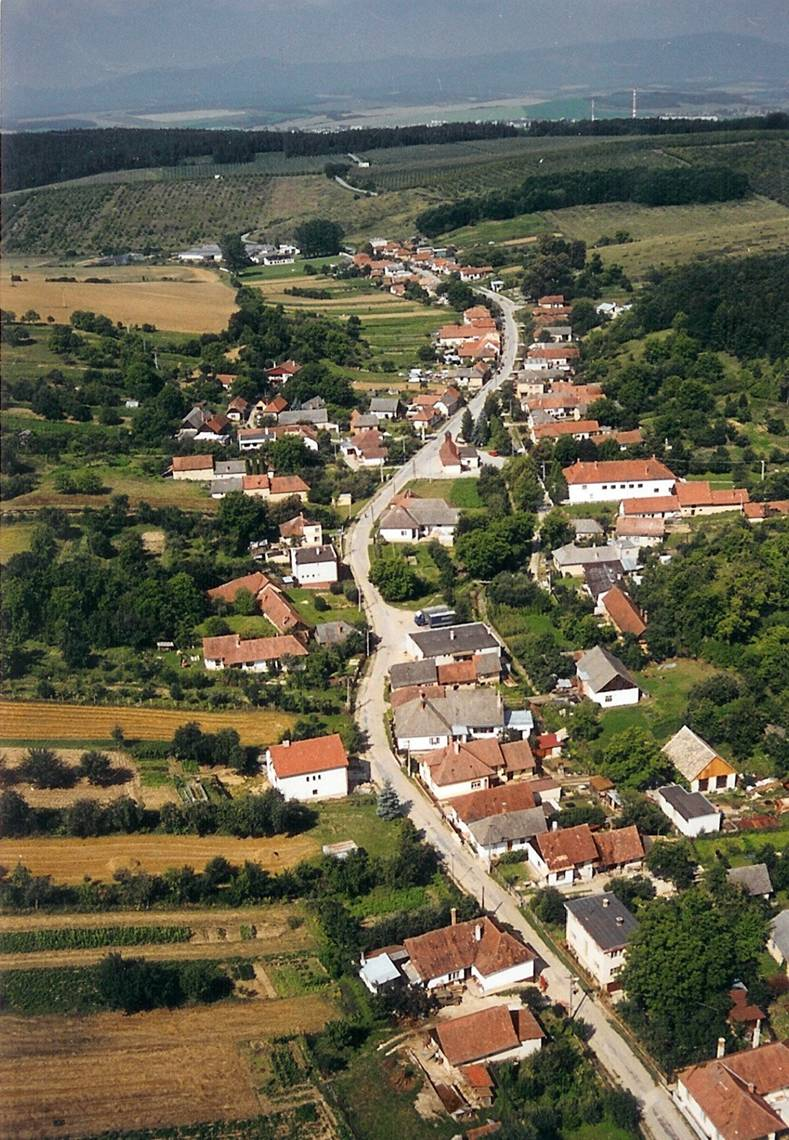
Miezgovce

Miezgovce (ungarisch Mézgás – bis 1907 Mjezgóc) ist eine Gemeinde im Westen der Slowakei mit 298 Einwohnern (Stand 31. Dezember 2024), die zum Okres Bánovce nad Bebravou, einem Teil des Trenčiansky kraj, gehört.

## Geographie
Die Gemeinde befindet sich im nordöstlichen Teil des Hügellands Nitrianska pahorkatina am Übergang in das Gebirge Strážovské vrchy am Bach Miezgovský potok im Einzugsgebiet der Bebrava, in einer bewaldeten Gegend. Das Ortszentrum liegt auf einer Höhe von 240 m n.m. und ist viereinhalb Kilometer von Bánovce nad Bebravou entfernt.
Nachbargemeinden sind Uhrovec im Norden und Osten, Brezolupy im Süden, Bánovce nad Bebravou im Westen und Horné Naštice im Nordwesten.

## Geschichte
Miezgovce wurde zum ersten Mal 1389 als Negowycha schriftlich erwähnt und war Bestandteil des Herrschaftsgebiets der Burg Uhrovec. 1598 standen 21 Häuser im Ort, 1784 hatte die Ortschaft 26 Häuser, 40 Familien und 211 Einwohner, 1828 zählte man 17 Häuser und 183 Einwohner, die als Landwirte beschäftigt waren.
Bis 1918 gehörte der im Komitat Trentschin liegende Ort zum Königreich Ungarn und kam danach zur Tschechoslowakei beziehungsweise heute Slowakei.

## Bevölkerung
| Jahr                | 1994 | 2004    | 2014     | 2024    |
| ------------------- | ---- | ------- | -------- | ------- |
| Anzahl der Personen | 242  | 245     | 280      | 298     |
| Unterschied         |      | +1,23 % | +14,28 % | +6,42 % |

| Jahr                | 2023 | 2024    |
| ------------------- | ---- | ------- |
| Anzahl der Personen | 296  | 298     |
| Unterschied         |      | +0,67 % |

Nach der Volkszählung 2011 wohnten in Miezgovce 264 Einwohner, davon 257 Slowaken. Sieben Einwohner machten keine Angabe zur Ethnie.
366 Einwohner bekannten sich zur römisch-katholischen Kirche und zwei Einwohner zur Evangelischen Kirche A. B. 45 Einwohner waren konfessionslos und bei 21 Einwohnern wurde die Konfession nicht ermittelt.